# Pottsboro
Pottsboro è un centro abitato degli Stati Uniti d'America situato nella contea di Grayson dello Stato del Texas.
La popolazione era di 2.160 persone al censimento del 2010. Fa parte dell'area metropolitana di Sherman–Denison.

## Geografia fisica
Pottsboro è situata a 33°46′54″N 96°40′34″W.
Secondo lo United States Census Bureau, ha un'area totale di 2,8 miglia quadrate (7,3 km²).

## Società

### Evoluzione demografica
Secondo il censimento del 2000, c'erano 1.579 persone, 586 nuclei familiari e 454 famiglie residenti nella città. La densità di popolazione era di 554,3 persone per miglio quadrato (213,9/km²). C'erano 620 unità abitative a una densità media di 217,6 per miglio quadrato (84,0/km²). C'erano 586 nuclei familiari di cui il 43,5% aveva figli di età inferiore ai 18 anni, il 57,3% erano coppie sposate conviventi, il 16,0% aveva un capofamiglia femmina senza marito, e il 22,5% erano non-famiglie. Il 19,6% di tutti i nuclei familiari erano individuali e il 9,0% aveva componenti con un'età di 65 anni o più che vivevano da soli. Il numero di componenti medio di un nucleo familiare era di 2,69 e quello di una famiglia era di 3,07.
La popolazione era composta dal 31,4% di persone sotto i 18 anni, il 6,6% di persone dai 18 ai 24 anni, il 31,0% di persone dai 25 ai 44 anni, il 21,6% di persone dai 45 ai 64 anni, e il 9,4% di persone di 65 anni o più. L'età media era di 35 anni. Per ogni 100 femmine c'erano 90,9 maschi. Per ogni 100 femmine dai 18 anni in giù, c'erano 85,1 maschi.
Il reddito medio di un nucleo familiare era di 43.977 dollari, e quello di una famiglia era di 49.643 dollari. I maschi avevano un reddito medio di 35.441 dollari contro i 24.886 dollari delle femmine. Il reddito pro capite era di 16.357 dollari. Circa il 6,9% delle famiglie e l'8,2% della popolazione erano sotto la soglia di povertà, incluso il 10,7% di persone sotto i 18 anni e il 10,4% di persone di 65 anni o più.